# Alejandro Puerto Díaz
Alejandro Puerto Díaz (Pinar del Río, Cuba, 1 de octubre de 1964) es un deportista cubano retirado especialista en lucha libre olímpica donde llegó a ser campeón olímpico en Barcelona 1992.

## Carrera deportiva
En los Juegos Olímpicos de 1992 celebrados en Barcelona ganó la medalla de oro en lucha libre olímpica de pesos de hasta 57 kg, por delante del luchador Sergey Smal (plata) del Equipo Unificado, y el norcoreano Kim Yong-sik (bronce).